# Francescane di Nostra Signora del Rifugio
Le Francescane di Nostra Signora del Rifugio  (in spagnolo Terciarias Franciscanas de Nuestra Señora del Refugio) sono un istituto religioso femminile di diritto pontificio: le suore di questa congregazione pospongono al loro nome la sigla R.F.R.

## Storia
La congregazione fu fondata il 10 marzo 1894 a Zapopan da Librada Orozco Santa Cruz e dal sacerdote Pascual Antonio Avelar per la riabilitazione delle ex prostitute: le prime sette aspiranti emisero la loro professione dei voti di religione il 30 aprile 1897.
L'istituto, aggregato all'ordine dei frati minori dal 30 aprile 1921, il 27 novembre 1944 ricevette da papa Pio XII il decreto di lode e vide approvate definitivamente le proprie costituzioni da papa Giovanni XXIII il 22 gennaio 1962.

## Attività e diffusione
Le suore si dedicano principalmente alla riabilitazione delle prostitute e all'assistenza alle donne in pericolo di cadere nel vizio, ma anche al lavoro in collegi, orfanotrofi, ospedali e missioni.
Oltre che in Messico, sono presenti in Italia e negli Stati Uniti d'America; la sede generalizia è a Guadalajara.
Alla fine del 2008 la congregazione contava 323 religiose in 48 case.